# Палмирска империя
Палмирската империя (260 – 273 г.) е самообявила се държава, която се отделя от Римската империя по време на Кризата от III век. Тя обхваща римските провинции Сирия, Палестина, Египет и голяма част от Анадола.
Палмирейската империя е управлявана от кралица Зеновия и малкия ѝ син Вабалат. Столицата на краткотрайно просъществувалата държава е гр. Палмира (дн. Тадмор, Сирия).

## Кризата от III век
Въпреки многото сътресения, Римската империя успява да се съхрани дълго след създаването си при Октавиан Август. След като император Александър Север е убит от военни през 235 г., а римските легиони са разбити в поход срещу Сасанидска Персия, империята започва да се разпада. Генерал след генерал завзема властта, границите са занемарени и обект на постоянни нападения от карпи, готи, вандали и алемани, а на изток яростно настъпват Сасанидите.
Накрая, през 258 г., чашата прелива и империята се разкъсва на три враждуващу държави. Римските провинции Галия, Британия и Испания се отделят и формират Галска империя.
Тъй като Рим е неспособен да опазва източните граници от Сасанидите, губернаторът на тези провинции Луций Септимий Оденат решава да използва големите легиони, които има на разположение, включително и знаменитият XII Мълниеносен легион, за да охранява провинциите си, а не да се включва във войните на Рим.

## Създаване на империята
Оденат е убит и цар на Палмирейската империя (rex consul imperator dux Romanorum, „знаменит цар на царете“ и corrector totius orientis) става невръстният му син Вабалат.
Истинският владетел е майката на Вабалат, Зеновия. С легионите под нейно командване и в благоприятно положение поради продължаващата борба за власт в Рим, тя превзема Египет, Сирия, Палестина, Анатолия и Ливан. Тя дори обявява сина си и самата себе си за „августи“.

## Унищожаване от Аврелиан
През 270 г. римски император става Аврелиан. След като разбива алеманите, които заплашват да нахлуят в Италия, той обръща вниманието си към отделилите се източни провинции – т.нар. „Палмирска империя“.
Анатолия е възвърната лесно, всички градове без Византион и Тиана се предават лесно. Падането на Тиана се превръща в легенда: до този момент Аврелиан е разрушил всеки град, който му се е противопоставил, но пощадява града защото сънува великия философ Аполоний Тиански, който много уважава. Аполоний му казва:
| „ | Аврелиане, ако желаеш да управляваш, не проливай кръвта на невинните! Аврелиане, ако искаш да бъдеш завоевател, проявявай милост! | “ |

Каквато и да е причината, Аврелиан пощадява Тиана. Това се отплаща, защото още много градове се предават, вярвайки, че императорът няма да ги плячкоса.
Аврелиан разбива царица Зеновия в битката при Ими и още един път убедително в битката при Емеса. След шест месеца войските му достигат портите на Палмира, който се предава, а Зеновия прави опит да избяга в Персийската империя. Вече няма „Палмирска империя“.
След няколко битки с персийците и в Египет срещу узурпатора Фирм, Аврелиан се завръща в Палмира през 273 г., когато градът въстава отново. Този път императорът позволява на войските си да плячкосат града, от което той никога не се възстановява. Аврелиан получава титлите Parthicus Maximus и Restitutor Orientis (Възвърнал изтока).